# Cerrito (Santa Maria)
Cerrito (pronunciación portuguesa: [s'eR'itu], ‘cerrito’) es un barrio del distrito de Sede, en el municipio de Santa Maria, en el estado brasileño de Río Grande del Sur. Está situado en el este de Santa Maria.

## Villas
El barrio contiene las siguientes villas: Cerrito, Cerrito Dois, Fósseis da Alemoa, Morro do Cerrito, Morro Mariano da Rocha, Vila Floresta.

## Galería de fotos

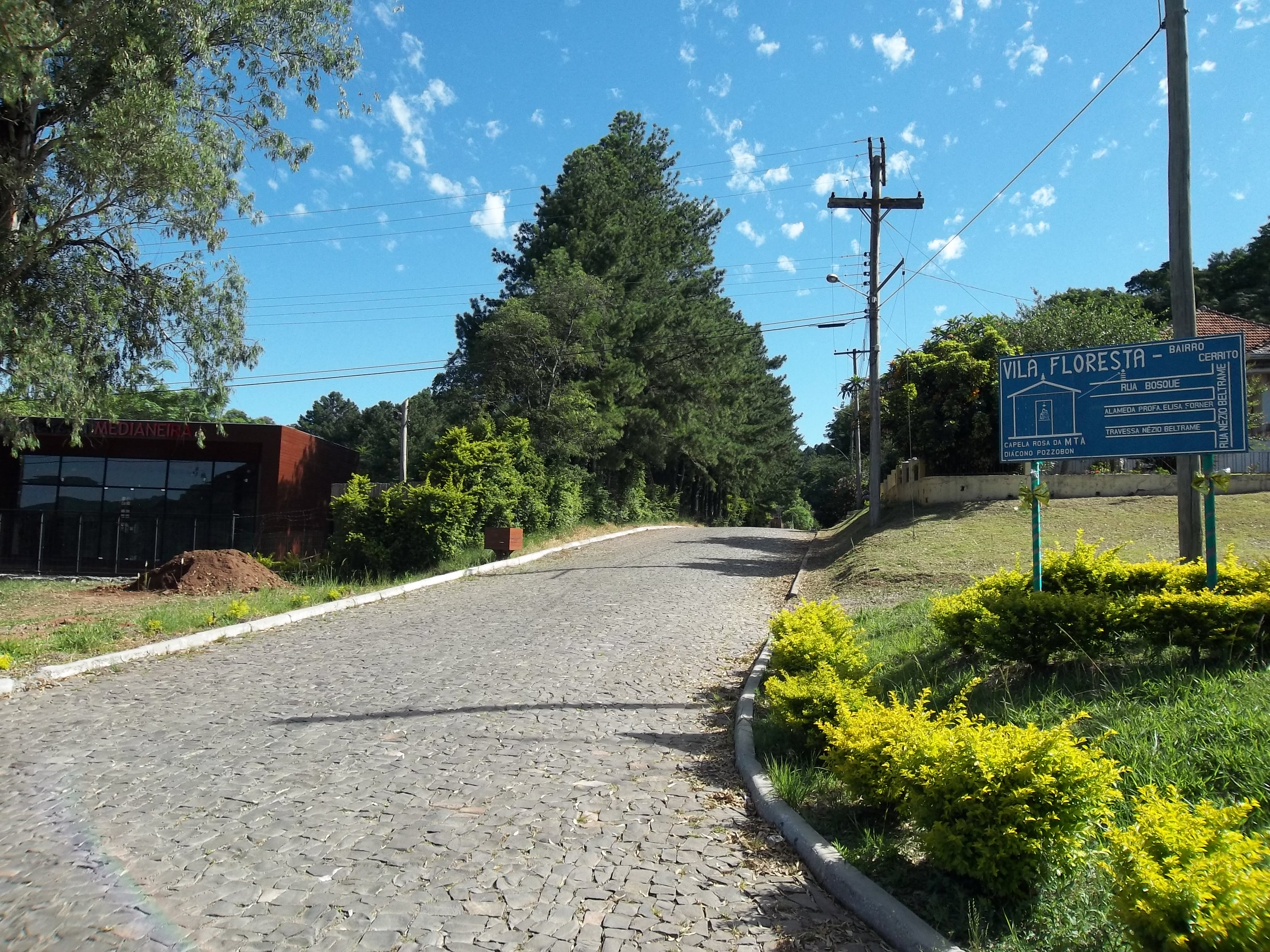

| Noroeste: Nossa Senhora das Dores Nossa Senhora de Lourdes | Norte: Nossa Senhora das Dores / Km 3 | Nordeste: Km 3 São José                   |
| Oeste: Nossa Senhora de Lourdes                            |                                       | Este: São José Diácono João Luiz Pozzobon |
| Suroeste: Nossa Senhora Medianeira Dom Antônio Reis        | Sur: Dom Antônio Reis / Tomazetti     | Sureste: Diácono João Luiz Pozzobon       |